# Liste der geschützten Landschaftsbestandteile in Heusweiler
Die Liste der geschützten Landschaftsbestandteile in Heusweiler nennt die geschützten Landschaftsbestandteile in Heusweiler im Regionalverband Saarbrücken im Saarland. Geschützte Landschaftsbestandteile sind Elemente aus der Natur und Landschaft, die zur Erhaltung, Wiederherstellung und Entwicklung unter Schutz gestellt werden. Weitere Bedeutung haben sie als Habitate für bestimmte wild lebende Tier- und Pflanzenarten.

## Liste
| Bild | Bezeichnung                                            | Ort                    | Beschreibung | Fläche (ha) | Koord.                          | Kennung alte Kennung                 |
| ---- | ------------------------------------------------------ | ---------------------- | --- | ----------- | ------------------------------- | ------------------------------------ |
|      | Vogelschutzhecke                                       | Heusweiler             | 100 m westlich des Kobenhofes zwischen dem Höhenpunkt 278,4 und 305,5<>beim Höhenpunkt 251,1, erstreckt sich ca. 400 m in nördl. Richtung zwischen Höhenpunkt 274,7 und Frohnbrunnen zwischen Kreuzwäldchen und Bebauung von Wahlschied entlang des Wahlbaches |             | 49° 22′ 3,7″ N, 6° 56′ 52,8″ O  | GLB-040-RVS-HEU D 5.01.005 a,b,d GLB |
|      | Vogelschutzhecke                                       | Heusweiler             | Zwischen Kreuzwäldchen und Bebauung von Wahlschied entlang des Wahlbaches am Diehlberg zwischen Friedhof Wahlschied und Hundedressurplatz bei der Renkertsmühle, Tümpelbach - Ortsausgang Kutzhof                                                              |             | 49° 20′ 36,2″ N, 6° 59′ 24″ O   | GLB-041-RVS-HEU D 5.01.005 a,b,c GLB |
|      | 1 Eiche                                                | Heusweiler             | Numborner Straße gegenüber Haus Nr. 2; 3; Am Mühlenteich |             |                                 | D 5.01.007 GLB                       |
|      | 2 Winterlinden                                         | Heusweiler Obersalbach | Numborner Straße vor Bauernhaus. Flur 4; 905/295 |             |                                 | D 5.01.009 GLB                       |
|      | 1 Rosskastanie                                         | Heusweiler             | An der Gabelung Saarlouiser- und Walpershofer Straße vor Bauernhaus. Flur 1; 385/76 |             |                                 | D 5.01.012 GLB                       |
|      | 1 Rosskastanie                                         | Heusweiler             | Dornbuschstraße. Flur 1; 353/57 |             |                                 | D 5.01.013 GLB                       |
|      | 1 Rosskastanie                                         | Heusweiler             | Am Anfang des Feldweges "Auf der Heid" vor Bauernhaus. Flur 4; 110/18 |             |                                 | D 5.01.014 GLB                       |
|      | 1 Rosskastanie                                         | Heusweiler             | Am Anfang des Feldweges "Auf der Heid" vor Bauernhaus. Flur 4; 110/78 |             |                                 | D 5.01.015 GLB                       |
|      | Quellbereich und Oberlauf des Numborner Baches         | Heusweiler             | Nasswiesen / Feuchtwiesen / Brachen |             | 49° 21′ 1,3″ N, 6° 58′ 24,2″ O  | GLB-042-RVS-HEU 5.01.16              |
|      | Krembachtal                                            | Heusweiler             | Bachtal mit begleitender Vegetation (Auwald / Hochstaudenflur) |             | 49° 19′ 56,3″ N, 6° 54′ 16,6″ O | GLB-043-RVS-HEU 5.01.17              |
|      | Hohlwiesbach nordwestlich Walpershofen                 | Heusweiler             | Bachtal mit begleitender Vegetation (Auwald / Hochstaudenflur) |             | 49° 19′ 43″ N, 6° 54′ 42,8″ O   | GLB-044-RVS-HEU 5.01.18              |
|      | Bietschwies                                            | Heusweiler             | Bachtal mit begleitender Vegetation (Auwald / Hochstaudenflur) |             | 49° 19′ 50,1″ N, 6° 55′ 15,6″ O | GLB-045-RVS-HEU 5.01.19              |
|      | Brücheltal                                             | Heusweiler             | Bachtal mit begleitender Vegetation (Auwald / Hochstaudenflur) |             | 49° 20′ 30,9″ N, 6° 55′ 41,2″ O | GLB-046-RVS-HEU 5.01.20              |
|      | Ehemaliger Bahndamm zwischen Walpershofen und Dilsburg | Heusweiler             | Bahndamm |             | 49° 19′ 35,4″ N, 6° 55′ 48″ O   | GLB-047-RVS-HEU 5.01.21              |
|      | "Bruchgraben" östlich von Heusweiler                   | Heusweiler             | Teils Pferdekoppel mit Unterstand, Schuppen, 2012 offenbar Anlage eines Feuchtbiotops, Aushub angrenzend aufgebracht. Teils Gartennutzung/Wochenendhaus, Favela-Optik, Müllablagerung                                                                          |             | 49° 20′ 27,9″ N, 6° 56′ 26,2″ O | GLB-048-RVS-HEU 5.01.22              |
|      | Wahlbachtal                                            | Heusweiler             | Bachtal mit begleitender Vegetation (Auwald / Hochstaudenflur) |             | 49° 20′ 12,5″ N, 6° 57′ 0,4″ O  | GLB-049-RVS-HEU 5.01.23              |
|      | Wahlbachtal zwischen Dilsburg und Rittershof           | Heusweiler             | Teilfläche |             | 49° 19′ 43,7″ N, 6° 55′ 45,8″ O | 5.01.23.1                            |
|      | Wahlbachtal zwischen Rittershof und Berschweiler       | Heusweiler             | Teilfläche |             | 49° 20′ 12″ N, 6° 57′ 5,9″ O    | 5.01.23.2                            |